# Hornos de la Peña
 Hornos de la Peña – jaskinia położona w pobliżu wsi Tarriba w gminie San Felices de Buelna w hiszpańskiej wspólnocie autonomicznej Kantabria. Stanowisko archeologiczne.
Jaskinię odkrył w 1903 roku Hermilio Alcalde del Río. W trakcie prac archeologicznych odsłonięto długą sekwencję stratygraficzną, zawierającą poziomy mustierskie, oryniackie, solutrejskie, magdaleńskie i neolityczne. Podczas hiszpańskiej wojny domowej (1936-1939) jaskinia była wykorzystywana jako schron, co spowodowało częściowe zniszczenia wyników pierwszych wykopalisk. Obecnie wejście do niej, celem ochrony znajdujących się wewnątrz zabytków paleolitycznych, zabezpieczone jest kamiennym murem i metalowymi drzwiami.
W okresie paleolitu jaskinia zamieszkana była najpierw przez neandertalczyków, a następnie przez Homo sapiens. Prace wykopaliskowe dostarczyły wyrobów kamiennych oraz kości zwierzęcych. Ściany jaskini pokrywają ryty naskalne, przedstawiające konie, żubry, koziorożce i tury, a jeden także ludzko-zwierzęcą hybrydę z długim ogonem i wzniesioną ręką. Ryty zdaniem badaczy powstały w dwóch fazach, datowanych na między 18 a 13 tys. lat temu. Jedyne odnalezione w jaskini malowidło, wykonane czarną farbą, przedstawia konia. Uwagę zwraca brak wyobrażeń jelenia i znaków abstrakcyjnych, charakterystycznych dla innych jaskiń paleolitycznych Kantabrii.